# Karlo Kamenar
Karlo Kamenar (Zagabria, 15 marzo 1994) è un calciatore croato, centrocampista del Posušje.

## Palmarès

### Club

#### Competizioni nazionali
- Druga hrvatska nogometna liga: 1

Rudeš: 2016-2017